# روائع من التاريخ العثماني (كتاب)
روائع من التاريخ العثماني هو كتاب من تأليف المفكر والكاتب العراقي أورخان محمد علي، ويتضمن الكتاب قصصا مختارة من تاريخ الدولة العثمانية.
ولقد طبع الكتاب بطبعته الأولى عام 2008م، في مطبعة دار الكلمة للنشر والتوزيع، وأحتوى الكتاب على مجموعة من الوثائق والصور لقصص حقيقية سردها المؤلف وفق مراجع ومصادر تاريخية.

## وصلات خارجية
- تحميل الكتاب من موقع 1000 ليلة